# Bobby Moore
|  | Per a altres significats, vegeu «Bob Moore». |

Robert Frederick Chelsea Moore, OBE, (Barking, Regne Unit, 12 d'abril de 1941 − Londres, 24 de febrer de 1993), conegut habitualment com a Bobby Moore, va ser un futbolista anglès que ocupava la posició de defensa.

## Trajectòria
Va ser internacional absolut per la selecció de futbol d'Anglaterra en 108 ocasions, amb la qual es va proclamar campió del món l'any 1966. Pel que fa a clubs, passà la major part de la seva trajectòria al West Ham United FC.
| Club                | País       | Any       |
| ------------------- | ---------- | --------- |
| West Ham United FC  | Anglaterra | 1958-1973 |
| Fulham FC           | Anglaterra | 1974-1977 |
| San Antonio Thunder | EUA        | 1976      |
| Seattle Sounders    | EUA        | 1977      |

El 1998 fou escollit per la Football League a la llista de les 100 llegendes del futbol anglès.

## Palmarès
- 1 Copa del Món de futbol: 1966 (Anglaterra)
- 1 Recopa d'Europa de futbol: 1965 (West Ham)
- 1 FA Cup: 1964 (West Ham)